# Республіканський театр «Лучаферул»
Республіка́нський теа́тр «Луча́ферул» (рум. Teatrul Republican „Luceafărul”) — драматичний театр у столиці Республіки Молдова місті Кишиневі, культурний осередок міста і держави. 
Розташований за адресою: вул. Вероніки Мікле, 7.

## З історії театру
Театр був заснований у 1960 році як театр для дітей та юнацтва групою молдавських випускників столичного (Москва на той час) Вищого театрального училища ім. Щукіна (П. Яцковський, Й. Хоря, Д. Фусу, Й. Унгуряну, І. Тодоров, Є. Тодорашку, Г. Русу тощо). 
У 1991 році, з розпадом СРСР, театр отримав статус драматичного і дістав назву Республіканський театр «Luceafărul» (тобто «ранкова зоря»), при цьому відтоді він підпорядкований Міністерству освіти, культури і досліджень Республіки Молдова.
У 1994 році театр очолив М. Фусу, а 1999 — Борис Фокш, з якими пов'язують як оновлення театру, так і його трупи та репертуару в умовах незалежної Молдови.
Значними подіями у культурному житті країни стали постановки мюзиклів «Вестсайдська історія» (за Лоренсом) та «Маскарад» (за Лермонтовим; обидва поставив Б. Фокш) у театральному сезоні 2002/3.
У 2006 році в театрі урочисто відзначили ювілеї двох акторок, які багато зробили для театру — Пауліни Завтоні і Ніни Доні.

## З репертуару
В репертуар Республіканського театру «Лучаферул» входять постановки як за творами світової сучасної і класичної драматургії, так і за п'єсами молдавських письменників.
Від 2000-х — на сцені «Лучаферулу» ставлять також світові мюзикли й адаптації.